# Jan Vincentsz van der Vinne

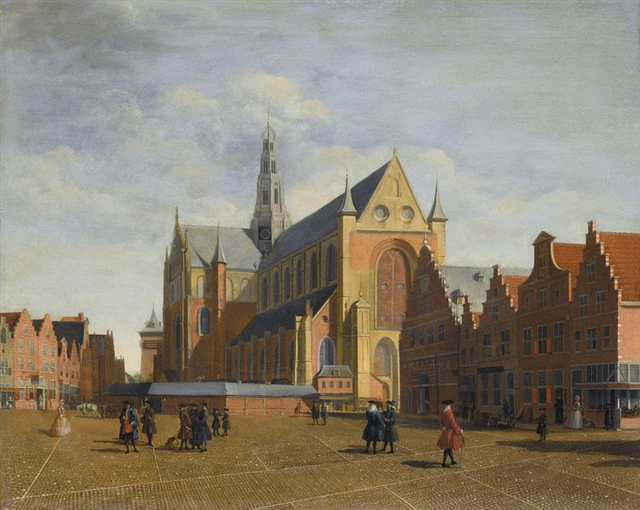
Haarlem, Gran Plaza de Haarlem mirando hacia la iglesia de San Bavo.

Jan Vincentsz van der Vinne o Jan de Nageoires (Haarlem, 1663 - ibidem, 1721) fue un pintor neerlandés, cuya obra se encuentra a caballo entre fines del siglo XVII y el primer cuarto del siglo XVIII. Nacido en Haarlem, fue uno de los tres hijos de Vincent van der Vinne; en su ciudad natal realizó su carrera artística, salvo una breve estancia en Inglaterra entre 1686 y 1688. Destacó, sobre todo, por sus paisajes de gusto italianizante, y las escenas con jinetes.